# Villeurbanne
Villeurbanne (wymowaⓘ) – miejscowość i gmina we Francji, w regionie Owernia-Rodan-Alpy, w departamencie Rodan, w obrębie zespołu miejskiego Lyonu.
Według danych na rok 1990 gminę zamieszkiwały 116 872 osoby, a gęstość zaludnienia wynosiła 8049 osób/km² (wśród 2880 gmin regionu Rodan-Alpy Villeurbanne plasuje się na 4. miejscu pod względem liczby ludności, natomiast pod względem powierzchni na miejscu 805.).
Z Villeurbanne pochodzi Laure Manaudou, francuska pływaczka, trzykrotna medalistka letnich igrzysk olimpijskich w Atenach, mistrzyni i była rekordzistka świata, oraz jej brat, Florent Manaudou, także mistrz olimpijski.

## Miasta partnerskie
- Abanilla, Hiszpania
- Mohylew, Białoruś
- Abowian, Armenia
- Chabarowsk, Rosja
- Bat Jam, Izrael